# Perdutamente amore (singolo)
Perdutamente amore è un singolo del gruppo musicale italiano Ricchi e Poveri, pubblicato nel 2012.

## Descrizione
È il brano che anticipa l'uscita di un nuovo album dei Ricchi e Poveri, dal titolo omonimo,  pubblicato nel 2012 dalla Azzurra Music, contenente quattro inediti e alcuni successi che hanno fatto la storia del gruppo. Gli autori sono Andrea Vialardi, compositore genovese che si è occupato della parte musicale, e Angelo Sotgiu, il biondo del trio, autore delle parole.
L'album, indirizzato al mercato italiano e a quello dei Paesi dell'Est-europeo, è stato pubblicato il 6 settembre e presentato a LaFeltrinelli  di Verona il 9 settembre. La sera stessa, i Ricchi e Poveri hanno interpretato il nuovo pezzo, per la prima volta, alla finale del "Festival show 2012".
Perdutamente amore è l'ultimo singolo pubblicato dal gruppo nella formazione a tre elementi, che in seguito diverrà un duo a causa del ritiro a vita privata di Franco Gatti.

## Video musicale
Per la canzone è stato realizzato un videoclip in Russia, a San Pietroburgo, che vede i Ricchi e Poveri protagonisti di una divertente storia raccontata da alcune nuvolette tipiche del fumetto. Il video è stato girato da Alexander Igudin.

## Tracce
Testi e musiche di Angelo Sotgiu, Andrea Vialardi.
1. Perdutamente amore – 3:05

## Classifiche
| Classifica (2012) | Posizione massima |
| ----------------- | ----------------- |
| Ucraina           | 125               |